# Fondation Leonardo-DiCaprio
La Fondation Leonardo-DiCaprio (Leonardo DiCaprio Foundation, en anglais) est une fondation américaine humaniste philanthropique écologiste, de soutien au développement durable mondial. Elle a été créée en 1998 par l'acteur américain Leonardo DiCaprio et des membres de sa famille, nommé Messager de la paix en 2014 pour la lutte contre le réchauffement climatique de l'Organisation des Nations unies.

## Historique
Leonardo DiCaprio crée cette fondation en 1998, pour soutenir les organisations et initiatives aidant au développement durable de la planète. Sans but lucratif, la fondation est vouée en particulier à la protection des derniers endroits sauvages de la Terre et à favoriser une relation harmonieuse entre l'humanité et la nature, avec en priorité les urgences planétaires dont la conservation de la nature et de la biodiversité, la conservation des océans, les effets du changement climatique, l'accès à l'eau potable et les secours en cas de catastrophe…

À la projection de son film documentaire Avant le déluge au siège des Nations unies de New York en 2016
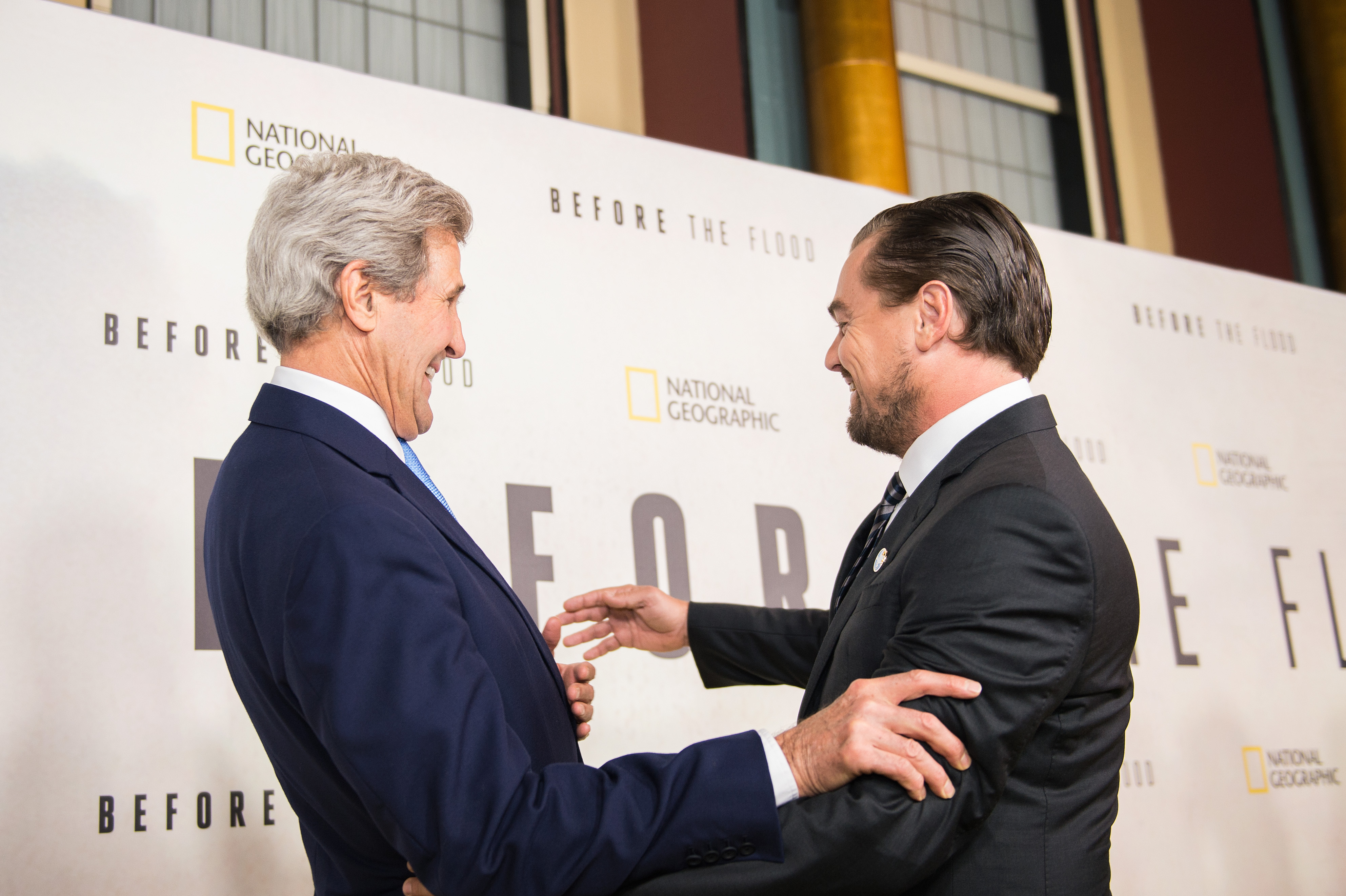
Avec le secrétaire d'État des États-Unis John Kerry
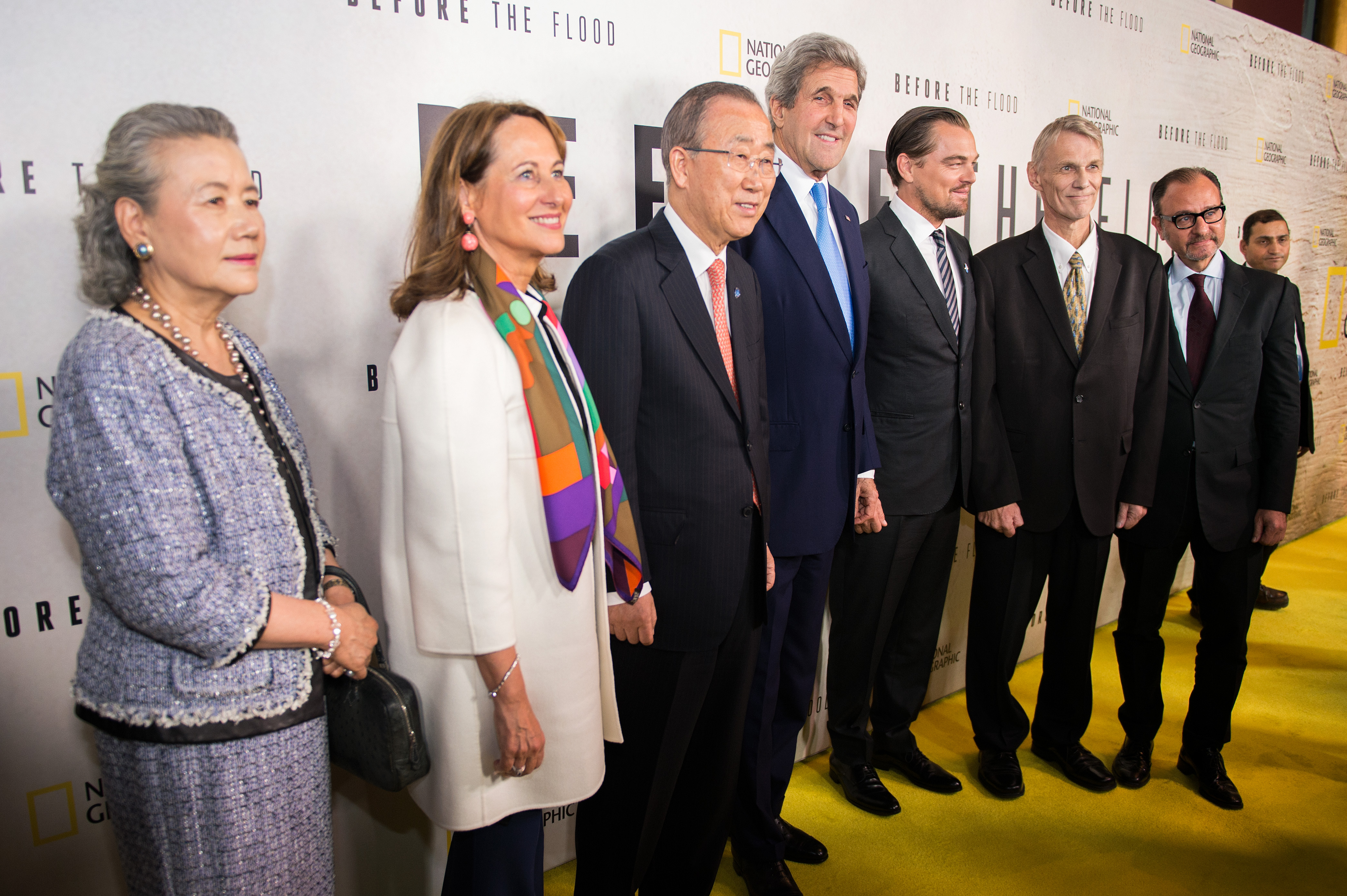
Avec le secrétaire général des Nations unies Ban Ki-moon, et Ségolène Royal...
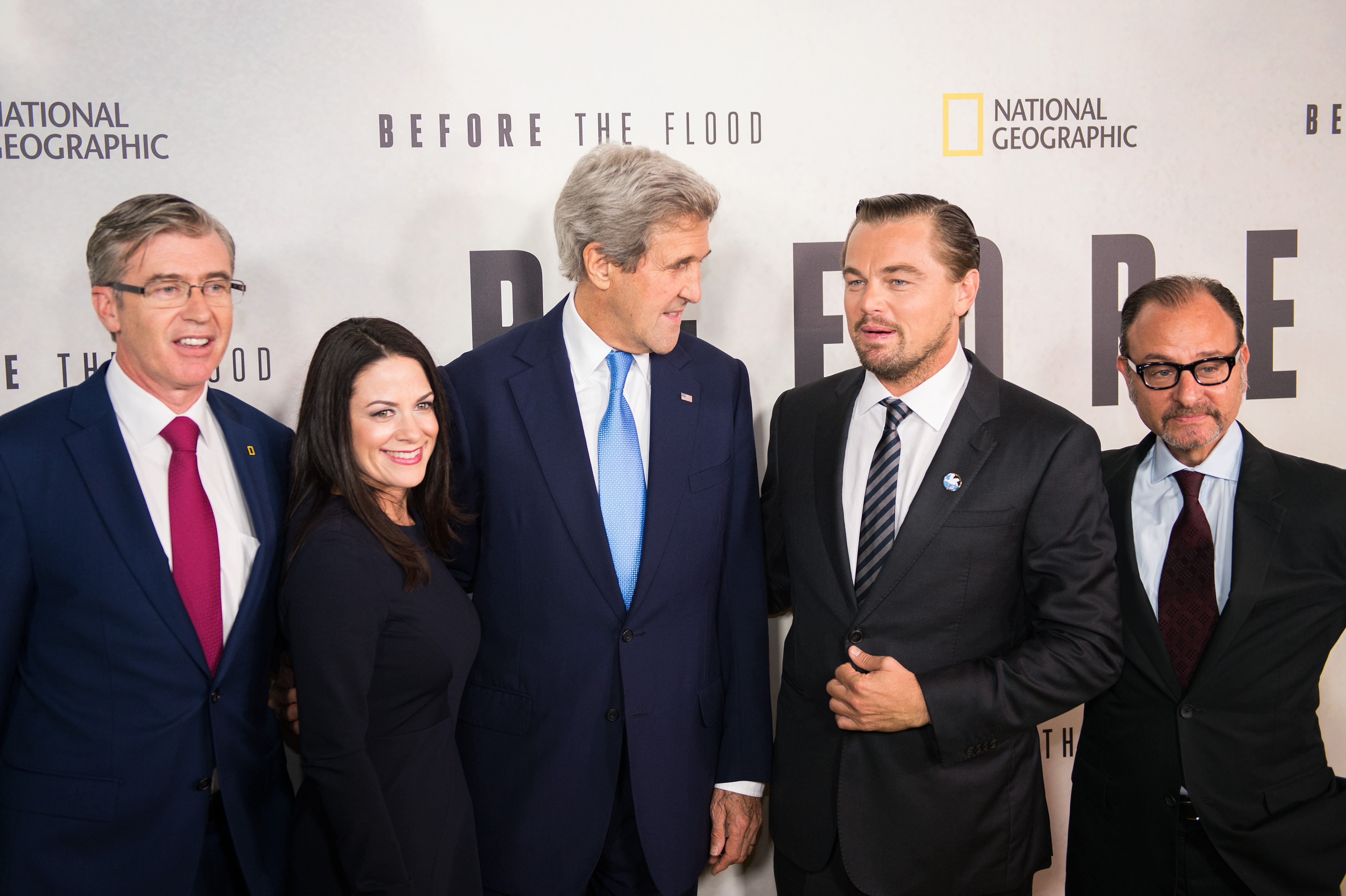
Avec le réalisateur du film Fisher Stevens (à droite)
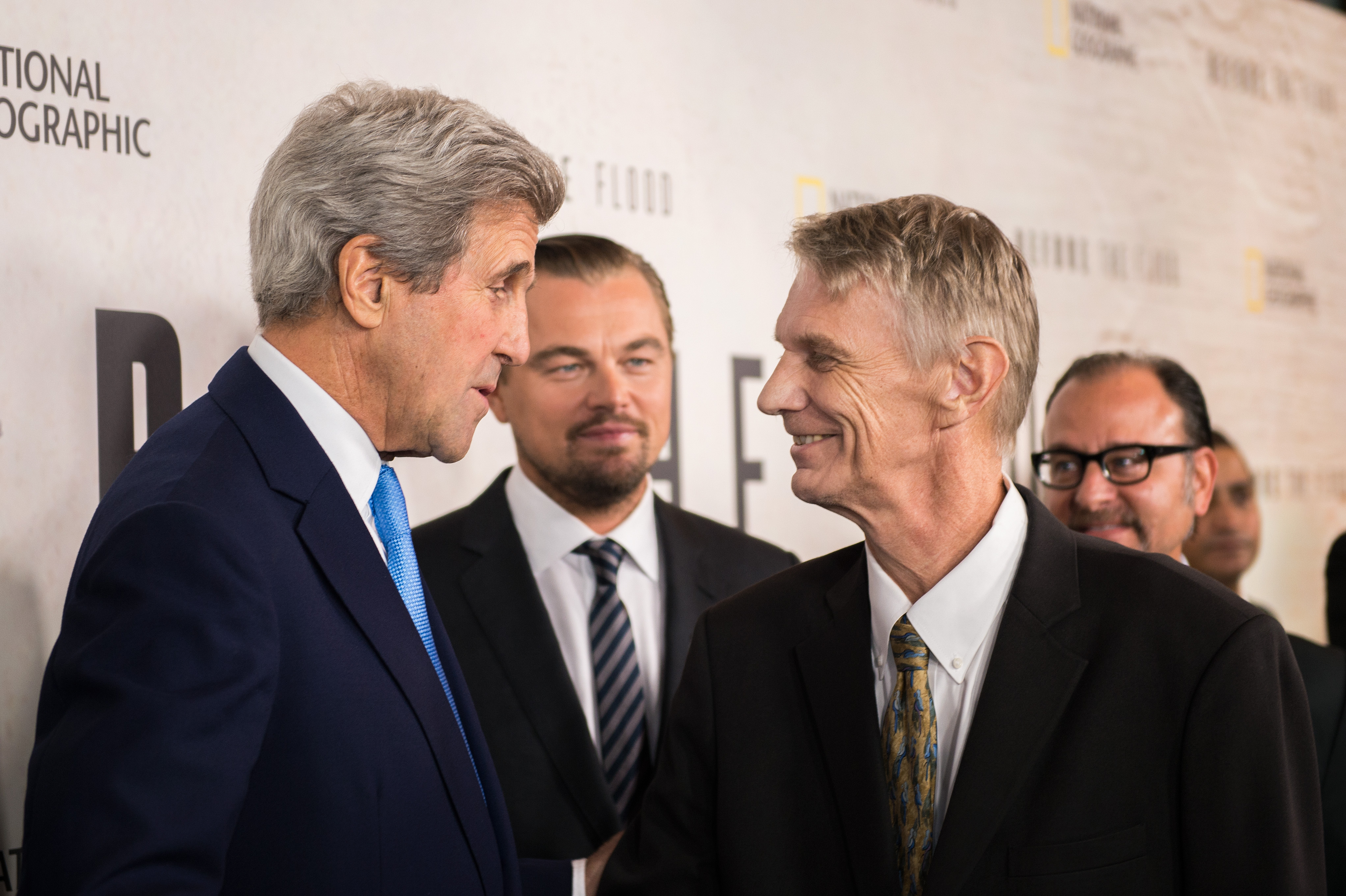
Avec John Kerry et Piers Sellers

La fondation annonce en 2015 qu’elle reverserait 15 millions de dollars à des causes environnementales.
En 2016, la fondation récolte 45 millions de dollars, et en octroie 15,7 pour stopper le changement climatique.
En 2017, Leonardo Dicaprio fait signer aux employés de la fondation un contrat strict pour protéger sa vie privée.

Conférence Notre Océan (Our Ocean) au département d'État des États-Unis de Washington en 2016
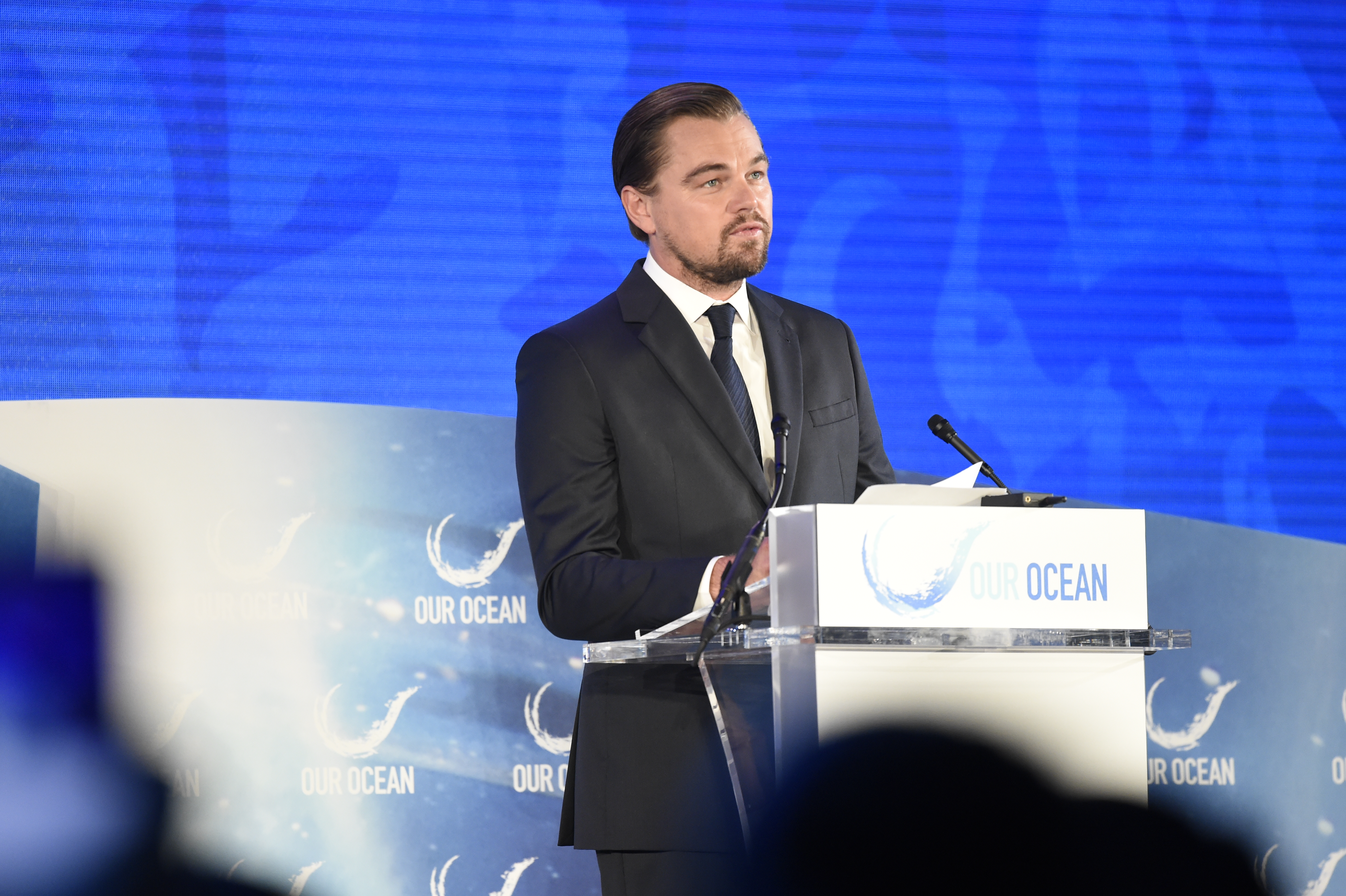
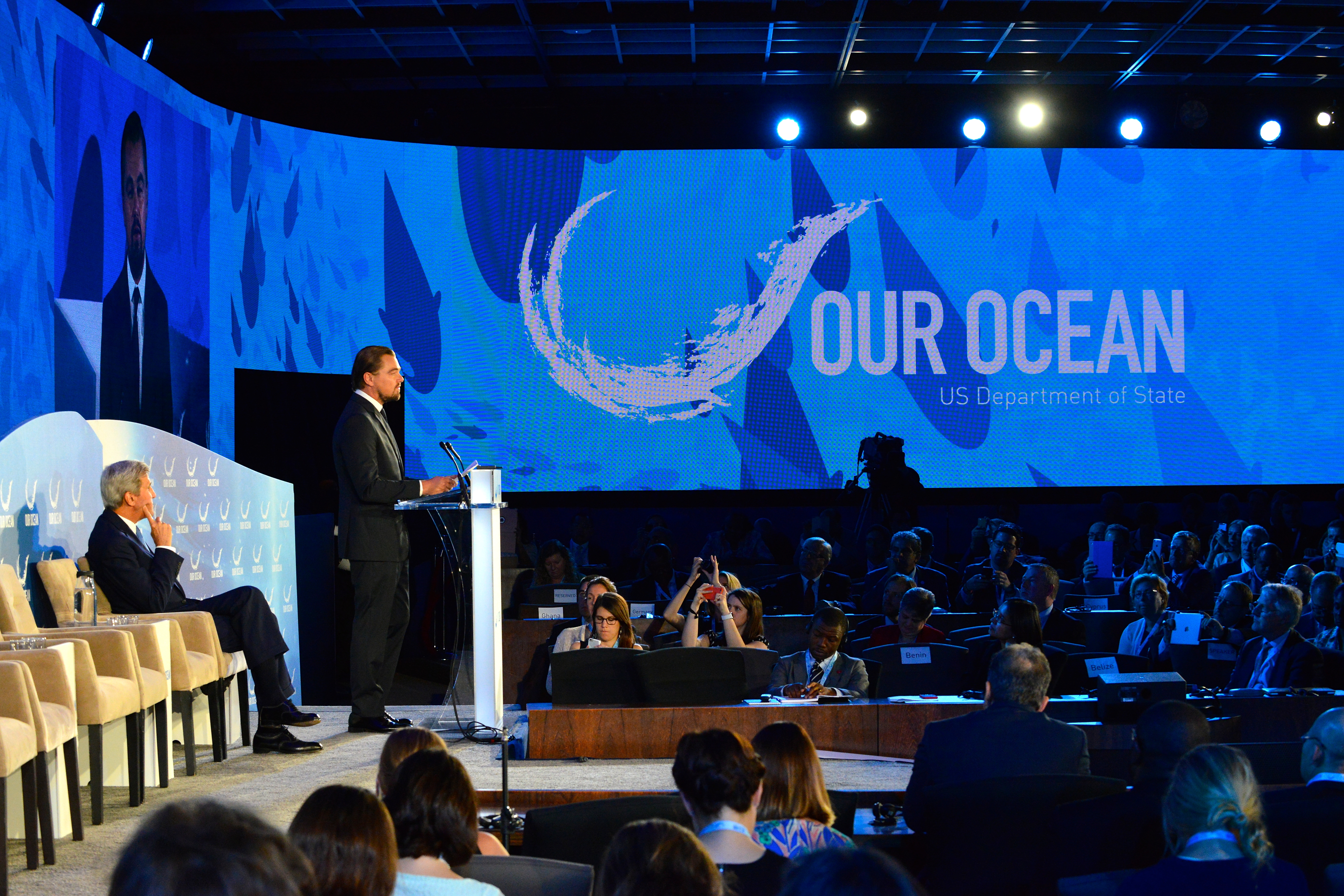
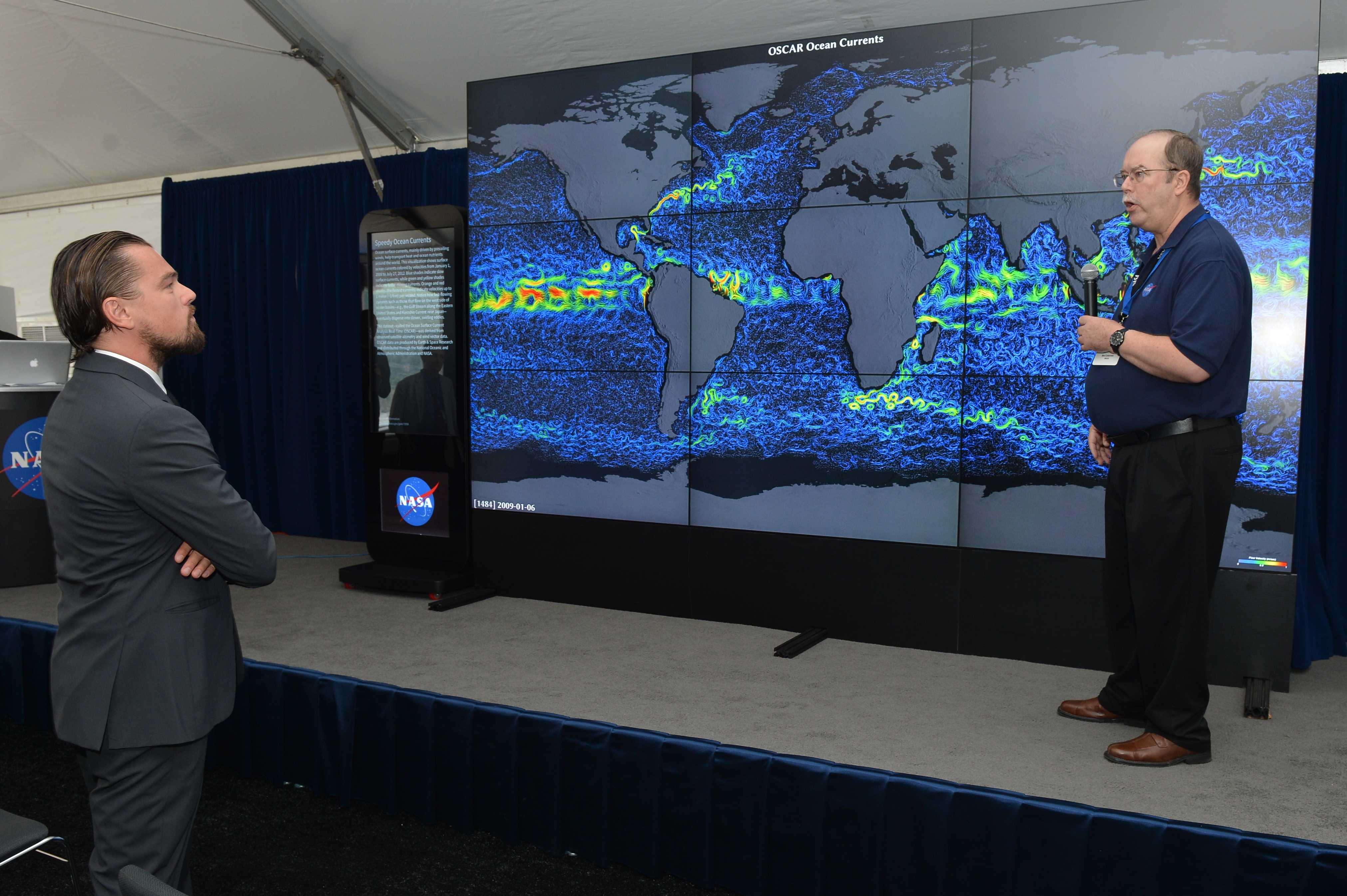
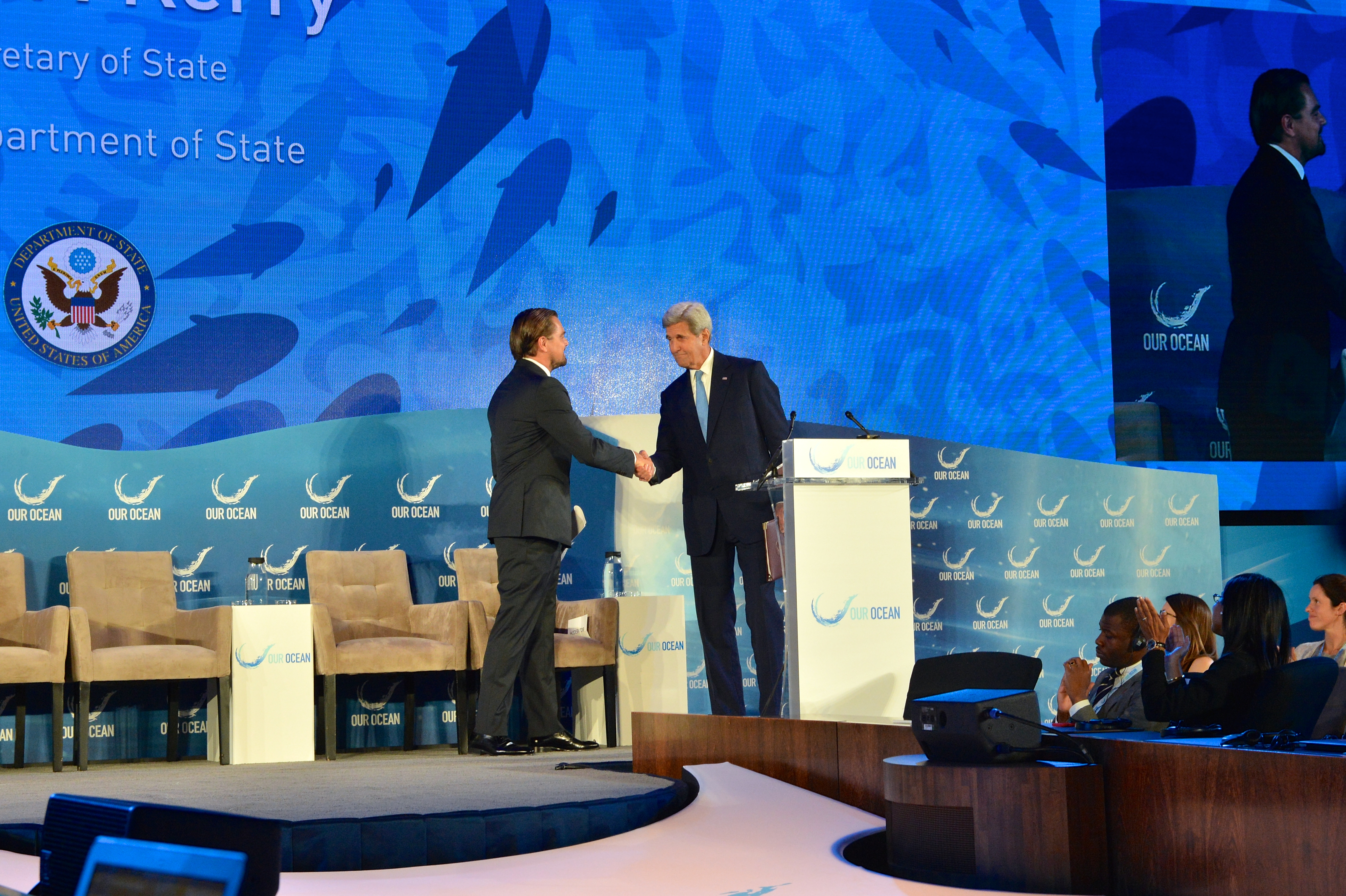

## Actions de soutien
L'acteur profite de sa célébrité et de sa notoriété mondiale pour établir et cultiver un réseau de relations influents avec quelques-uns des plus importants dirigeants de la planète. La fondation travaille en collaboration active avec de très nombreuses autres organisations, sur les problèmes environnementaux urgents et humanitaires par la collecte et l'octroi de subventions, et par des campagnes médiatiques sur les sujets suivants :
- Développement durable de la planète et de relations harmonieuses entre l'humanité et la nature ;
- Conservation de la nature et de la biodiversité, protection des derniers endroits sauvages de la Terre ;
- Protection des océans, arrêt de la surpêche et création de réserves marines, protection des requins menacés ;
- Protection de l'Antarctique et de sa faune ;
- Préservation de la faune, de son habitat et des espèces menacées (dont les 200 derniers tigres du Bengale du Népal[7]) ;
- Création d'accès durable à l'eau potable, en particulier en Tanzanie, au Mozambique, en Sierra Leone et au Darfour ;
- Protection des forêts tropicales en collaboration avec le Fonds mondial pour la nature (WWF) ;
- Préservation des effets du changement climatique, développement d'énergie propre (enjeux du réchauffement climatique), et secours en cas de catastrophe.

Leonardo DiCaprio est également membre des conseils d'administration des ONG suivantes :
- Fonds mondial pour la nature (WWF) ;
- Natural Resources Defense Council (NRDC) ;
- Fonds international pour la protection des animaux (IFAW) ;
- Global Green USA.

Conférence au Goddard Space Flight Center de la NASA en 2016, avec Piers Sellers, scientifique spationaute et directeur du centre
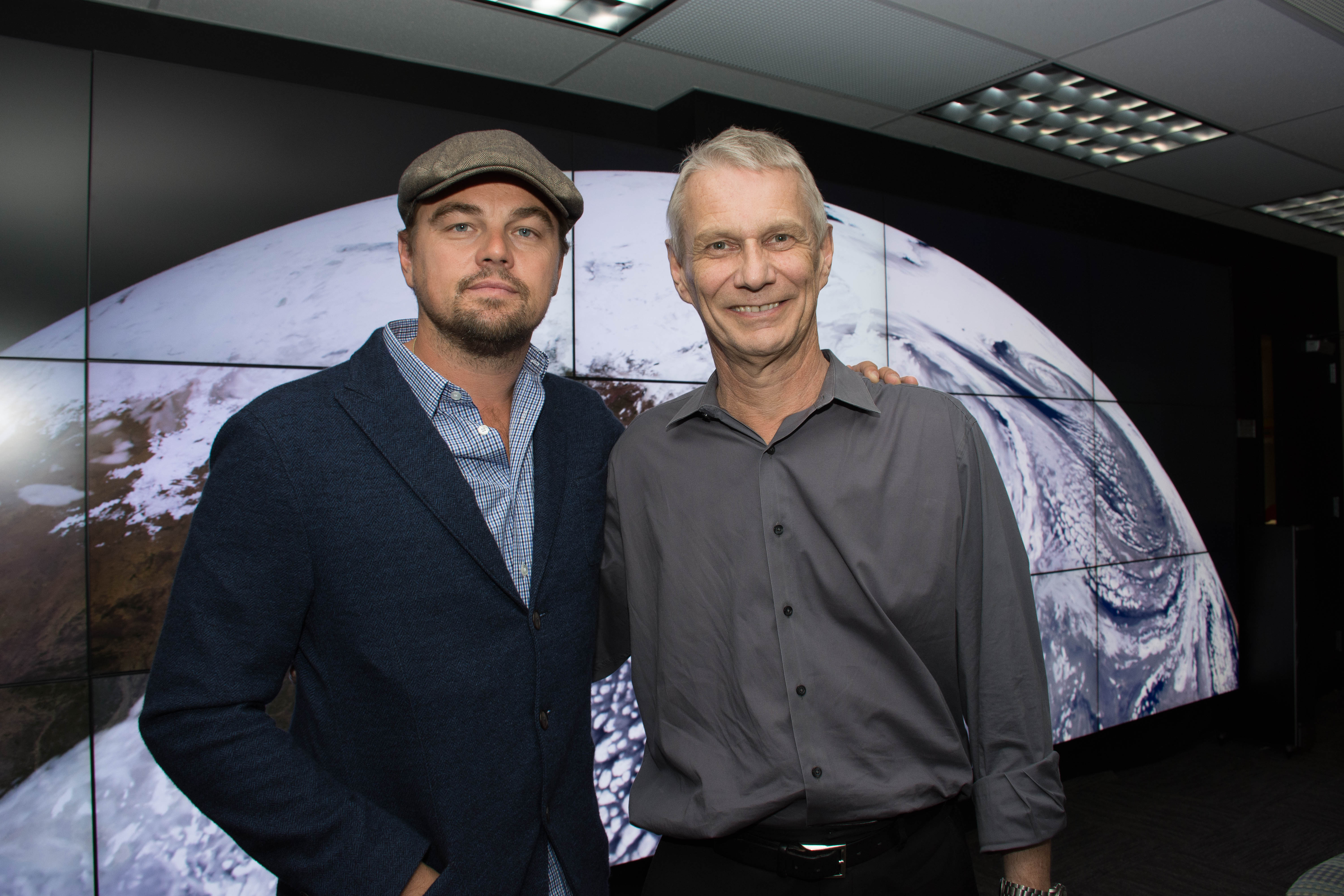
Avec Piers Sellers, directeur de la division Sciences de la Terre de la NASA/GSFC
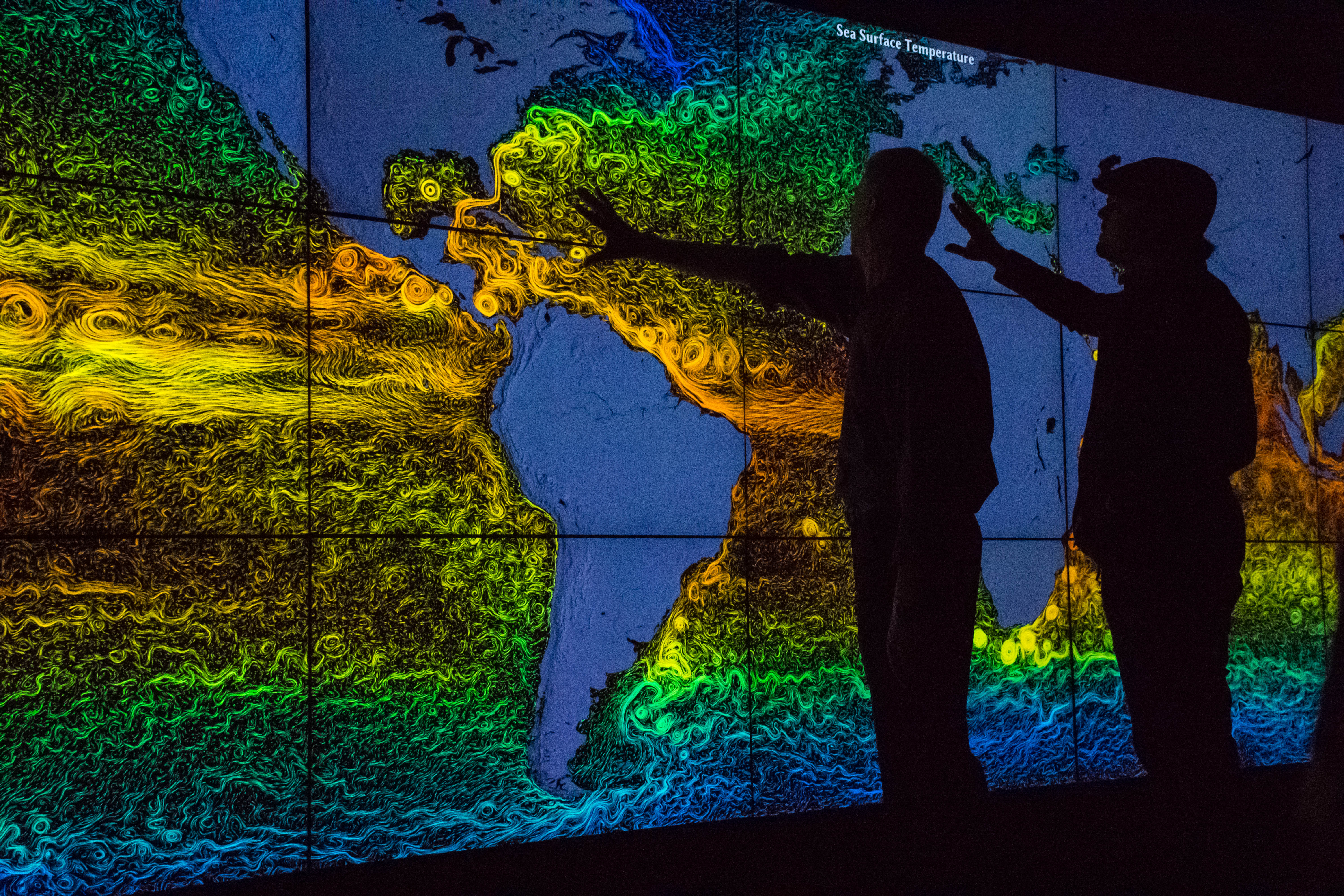
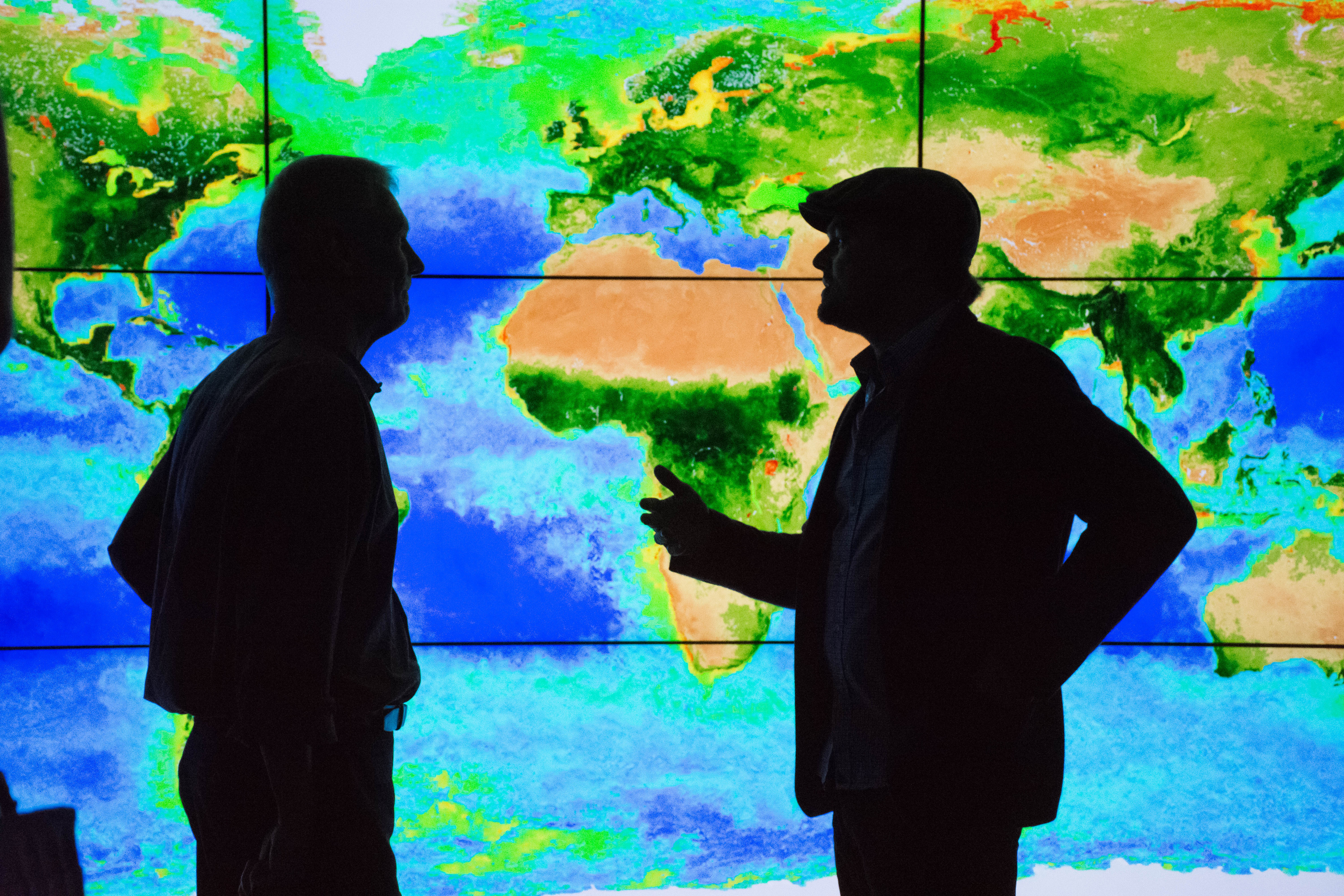
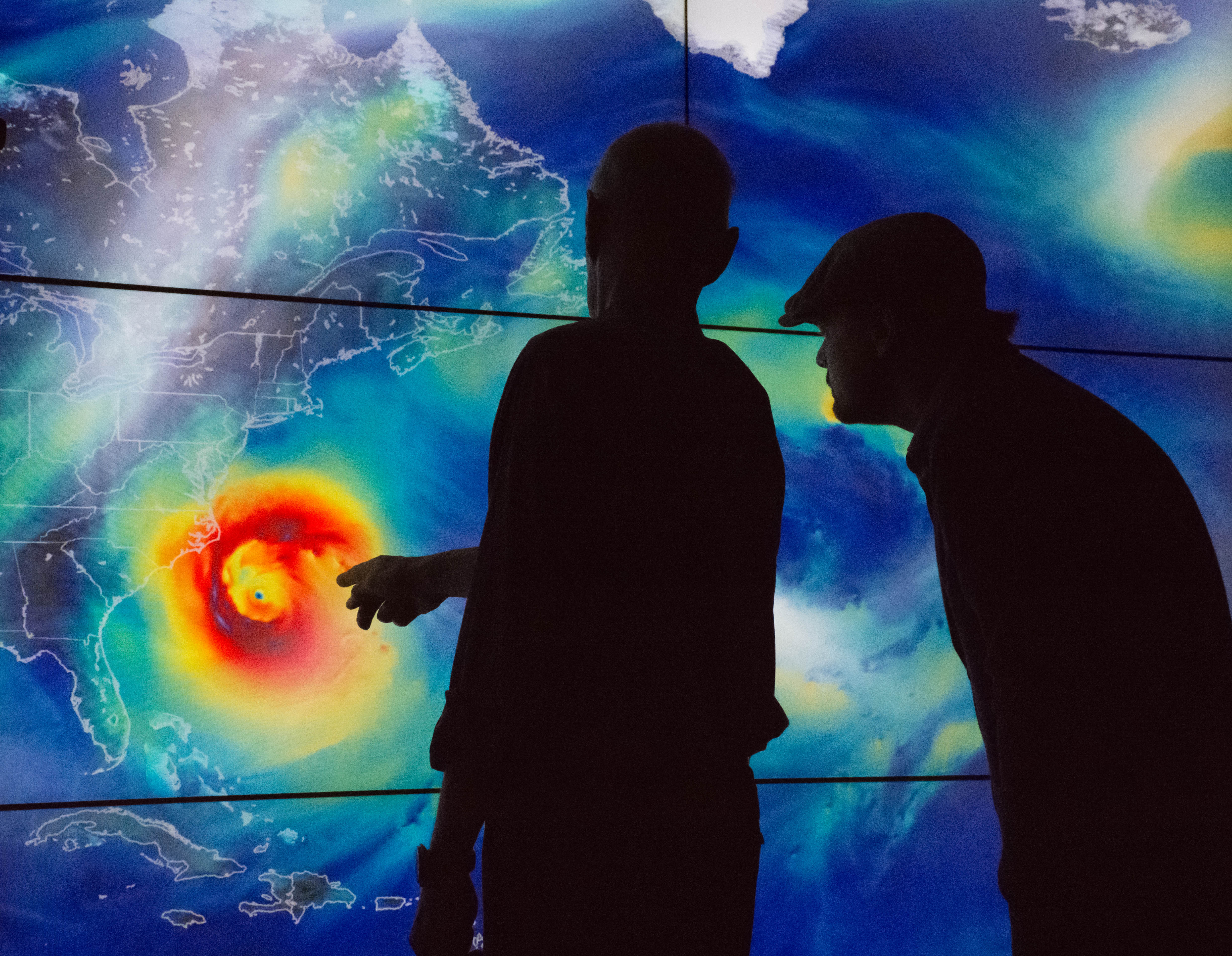

## Vente aux enchères
Le 13 mai 2013, la Fondation Leonardo DiCaprio organise une vente aux enchères caritative chez Christie's à New York, qui rapporte la somme record de plus de 38,8 millions de dollars, avec la vente de 33 œuvres d'art, la plupart offertes par les artistes eux-mêmes, des artistes contemporains les plus en vogue du moment, parmi lesquels : Zeng Fanzhi, Takashi Murakami, Carol Bove, Joe Bradley, Dan Colen, Mark Grotjahn, Sergej Jensen, Bharti Kher, Robert Longo, Adam McEwen, Raymond Pettibon, Elizabeth Peyton, Rob Pruitt, Sterling Ruby, Mark Ryden… Les organismes bénéficiaires de subventions de la fondation sont soumis au contrôle rigoureux d'un groupe de dirigeants environnementaux dont Jane Lubchenco, Philippe Cousteau, Pamela Matson, Enric Sala (en), Ted Waitt (en), Rick Ridgeway, Jorgen Thomsen et William H. Schlesinger.
Depuis 2014,,,, la récolte de fonds se déroule à la fin du mois de juillet au domaine de Bertaud-Belieu à Gassin, dans la presqu'île de Saint-Tropez, regroupant plusieurs centaines de personnalités du monde du spectacle et de la politique.

## Films documentaires de la Fondation Leonardo-DiCaprio
- 2007 : La Onzième Heure, le dernier virage, documentaire coécrit, coproduit, et narré par Leonardo DiCaprio (la 11e heure, le dernier virage sur wwws.warnerbros.fr)
- 2016 : Avant le déluge, de Fisher Stevens, documentaire coproduit par Leonardo DiCaprio